# ويليام جوزيف هيدلي
ويليام جوزيف هيدلي (بالإنجليزية: William Joseph Hedley) هو مهندس مدني أمريكي، ولد في 6 نوفمبر 1902 في سانت لويس في الولايات المتحدة، وتوفي في 10 سبتمبر 1989 في كلايتون في الولايات المتحدة.